# Tony Jaros
Anthony Joseph Jaros, detto Tony (Minneapolis, 21 febbraio 1920 – Minneapolis, 22 aprile 1995), è stato un cestista statunitense, professionista nella BAA, nella NBL e nella NBA.

## Palmarès
- Campione NBL (1948)
- Campione BAA (1949)
- Campione NBA (1950)